# Felicitas Svejda
Felicitas Svejda (8 de noviembre de 1920 - 19 de enero de 2016)  fue una científica federal en Canadá que desarrolló rosas que podían sobrevivir a la corta temporada de crecimiento de Canadá y a las amargas condiciones invernales. Dirigió el programa de mejoramiento de rosas en la Granja Experimental Central en Ottawa, Ontario, Canadá (ahora Agricultura y Agroalimentación de Canadá ) durante casi 25 años. Desarrolló la serie Explorer Rose, que lleva el nombre de los exploradores canadienses. Muchas de sus rosas también prosperan en Finlandia, Rusia, Islandia, Alemania y Austria. 

## Biografía
Felicitas Svejda nació el 8 de noviembre de 1920 en Viena, Austria. Obtuvo su doctorado. En ciencias agrícolas en 1948 de la Universidad de Recursos Naturales y Ciencias de la Vida (Hochschule fur Bodenkultur) de Viena. Posteriormente se mudó a Canadá en 1953 y se instaló en Ottawa, Ontario.   Murió el 19 de enero de 2016, a la edad de 95 años, en la ciudad de Ottawa por breves complicaciones tras la enfermedad de Alzheimer. 

## Carrera
Después de graduarse, Svejda permaneció en la universidad de Viena, donde trabajó como asistente de investigación en economía agrícola de 1947 a 1951. Luego se mudó a Suecia para trabajar en la Asociación Sueca de Selección de Semillas durante un año. Cuando se mudó a Canadá, trabajó para el Departamento de Agricultura del gobierno federal (ahora Agricultura y Agroalimentación de Canadá)  como estadística en la división de cereales de 1953 a 1961 antes de aceptar el puesto en fitomejoramiento de plantas ornamentales. La serie Canadian Explorer Rose, desarrollada por Svejda, hizo famosa a la Granja Experimental Central por el cultivo de rosas al crear una planta resistente y de floración recurrente.
En 1961 reactivó el programa de mejoramiento de rosas en Ottawa con el objetivo de desarrollar variedades de floración recurrente completamente resistentes al invierno.  También buscó variedades resistentes a la mancha negra y al mildiú, y con buenas características ornamentales de flores y arbustos.  Las variedades de rosas disponibles en Canadá en 1961 no podrían sobrevivir sin protección invernal fuera de las condiciones más cálidas del sur de Ontario (Península del Niágara) y la costa de Columbia Británica.  Armado de paciencia y determinación, Svejda logró desarrollar una primera variedad con estas características después de 8 años. En 1968 lanzó la primera prueba nacional de arbustos ornamentales en Canadá mediante la cual envió sus rosas y otras plantas a lugares de América del Norte para probar sus tasas de supervivencia en los climas locales.  La serie de rosas Explorer incluye 25 variedades diferentes lanzadas entre 1968 y 1999; 13 desarrollados durante su carrera, el resto desarrollado por el programa después de su jubilación. Las rosas exploradoras son plantas resistentes al invierno, de floración recurrente y resistentes a las enfermedades que se han abierto camino en los jardines de parques y patios traseros de todo Canadá.   Algunos de los cultivares más resistentes también se cultivan en Finlandia, Rusia, Islandia, Alemania y su tierra natal, Austria, y otros los han adaptado a climas duros como el desierto de Nevada.  Las Explorer Roses incluyen: 'Alexander MacKenzie', 'Captain Samuel Holland', David Thompson, 'Jens Munk' y 'John Cabot'. Svejda también trabajó con arbustos ornamentales; cinco weigelias con nombres de danzas [Minuet, Rumba, Samba, Tango y Polka], robustas forsitias Northern Gold y Happy Centennial, y tres naranjas falsas, incluida Buckley's Quill. 

## Honores y premios
Svejda recibió varios premios y reconocimientos. Recibió un certificado de mérito de la Royal National Rose Society de Gran Bretaña (1985) y de la Canadian Ornamental Plant Foundation (1999), la prestigiosa Medalla de Oro de Portland (2004) y un Doctorado Honorario en Ciencias de la Universidad de York, Toronto (2000). ) por su trayectoria científica y aportes a la horticultura ornamental. También fue la patrona honoraria de la Canadian Rose Society.El "Explorer Rose Garden" se plantó en 2005 en la Granja Experimental Central de Ottawa para mostrar con orgullo los resultados de su investigación. Combina plantas de la colección original así como variedades más recientes. Svejda fue una invitada especial a la ceremonia oficial de inauguración.En 2010, donó generosamente sus registros personales, su correspondencia y su biblioteca a la Biblioteca del Jardín Botánico de Montreal . La colección Felicitas Svejda: científica y rosaria está disponible en línea. 

## Galería de rosas

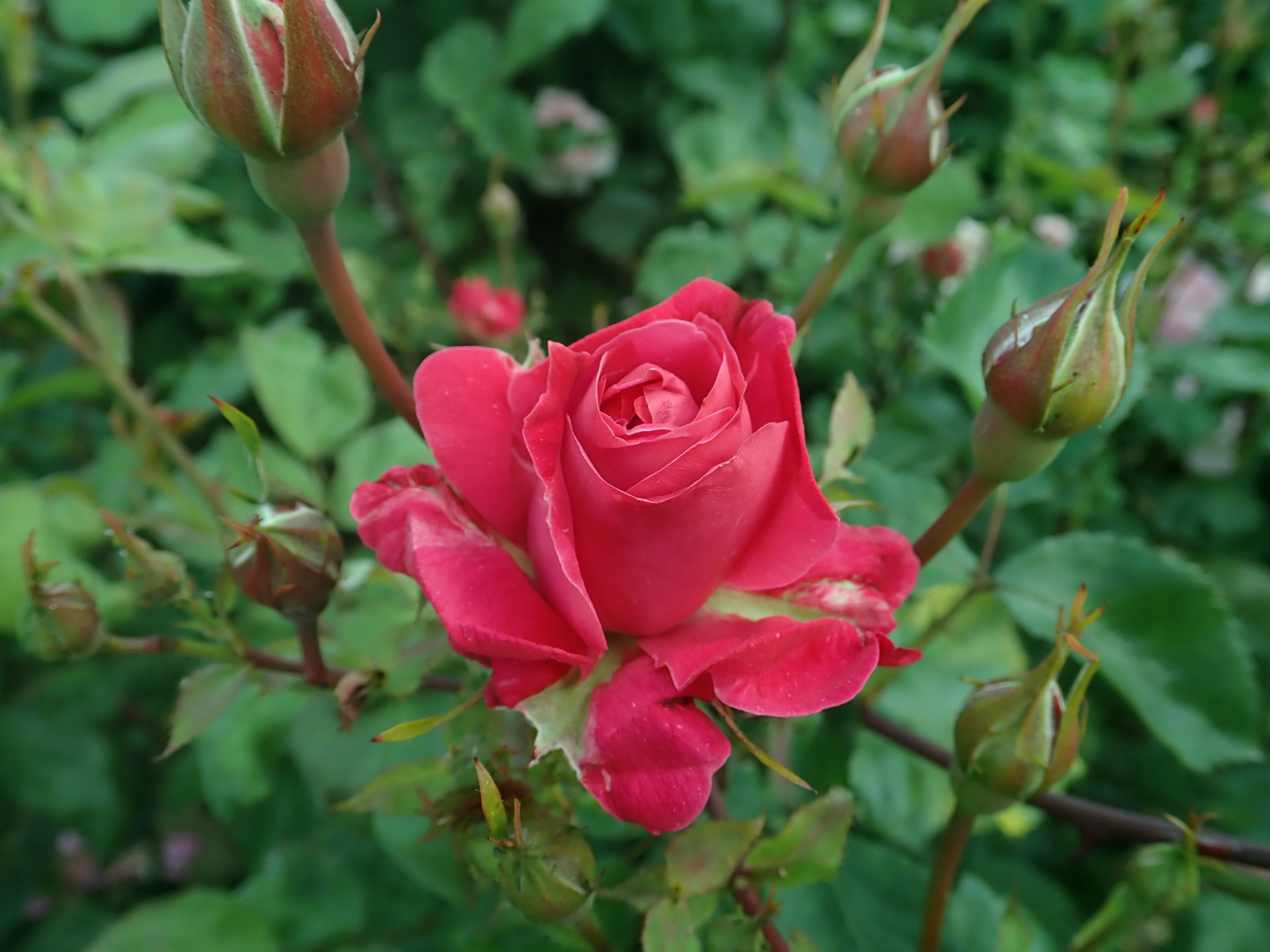
'Alexander MacKenzie'
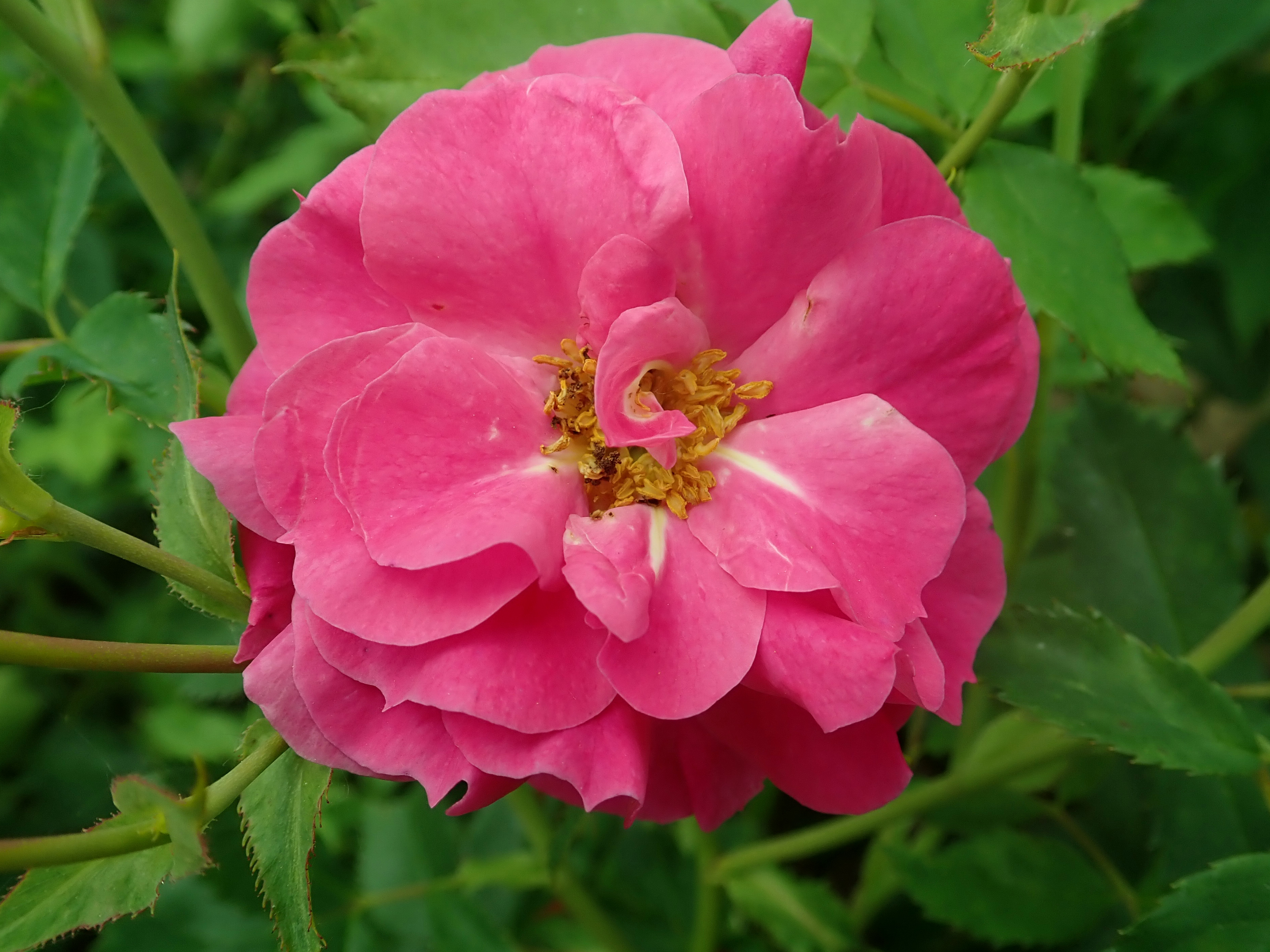
'Capitán Samuel Holanda'
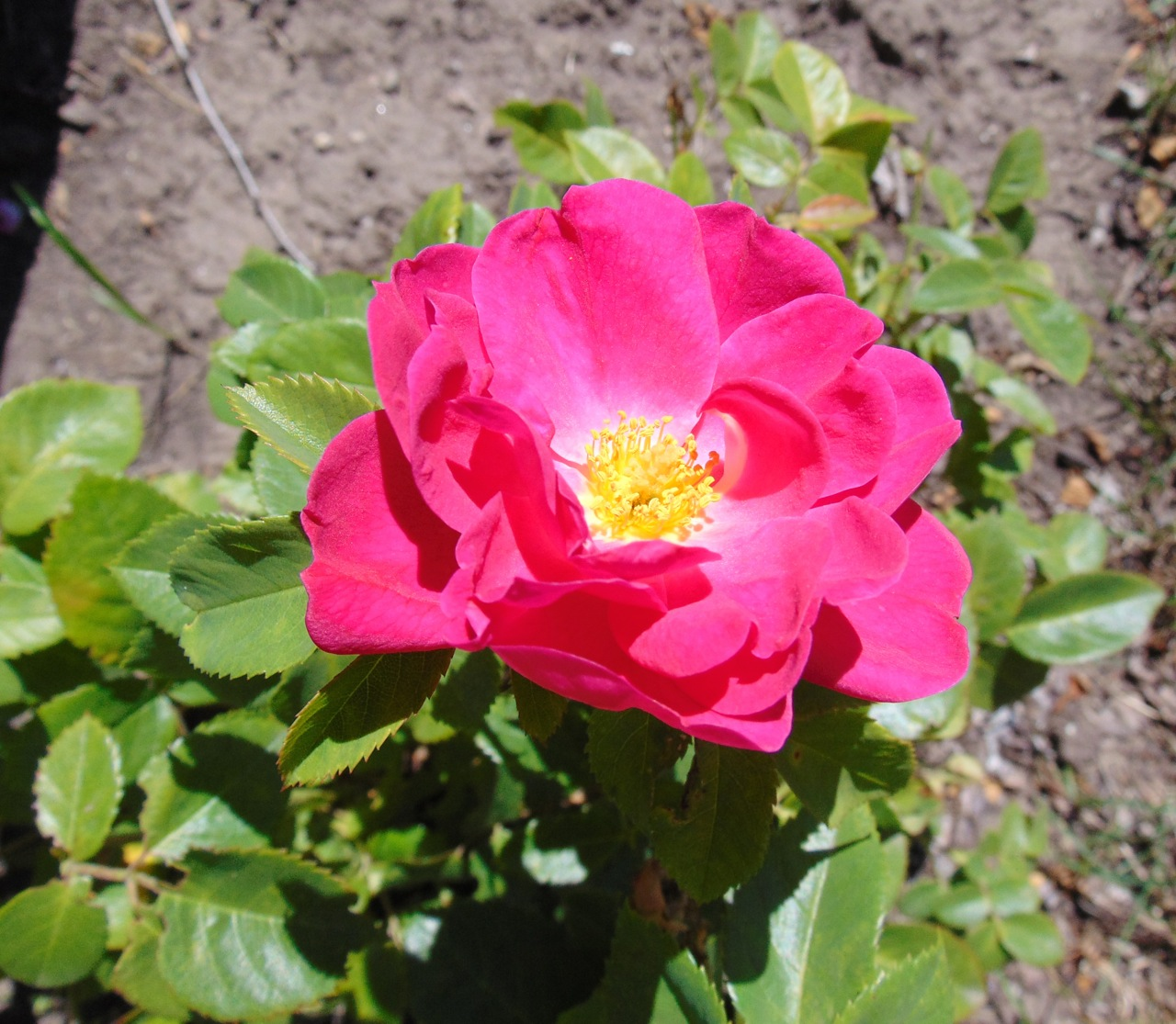
'John Cabot'
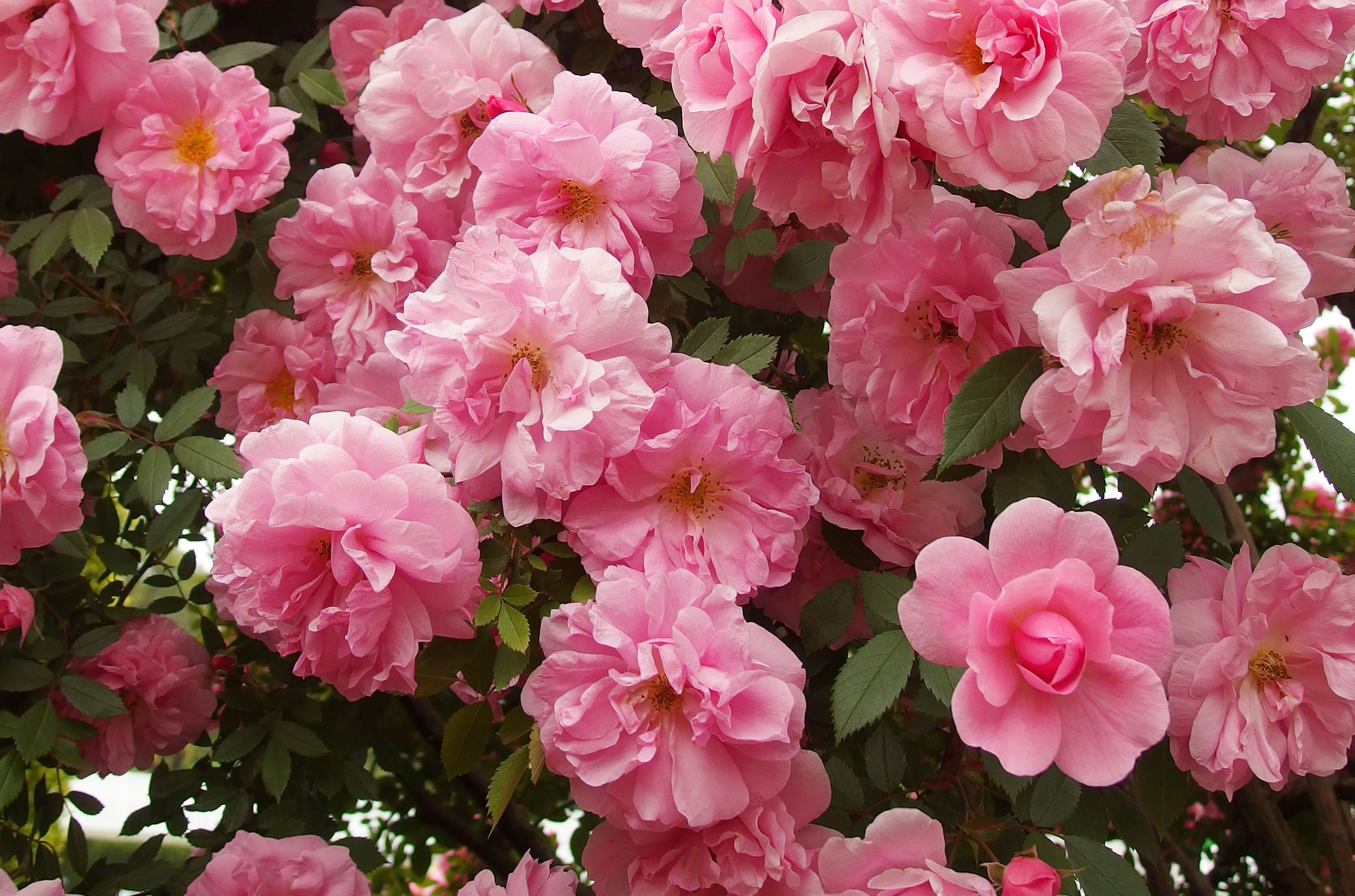
'John Davis'
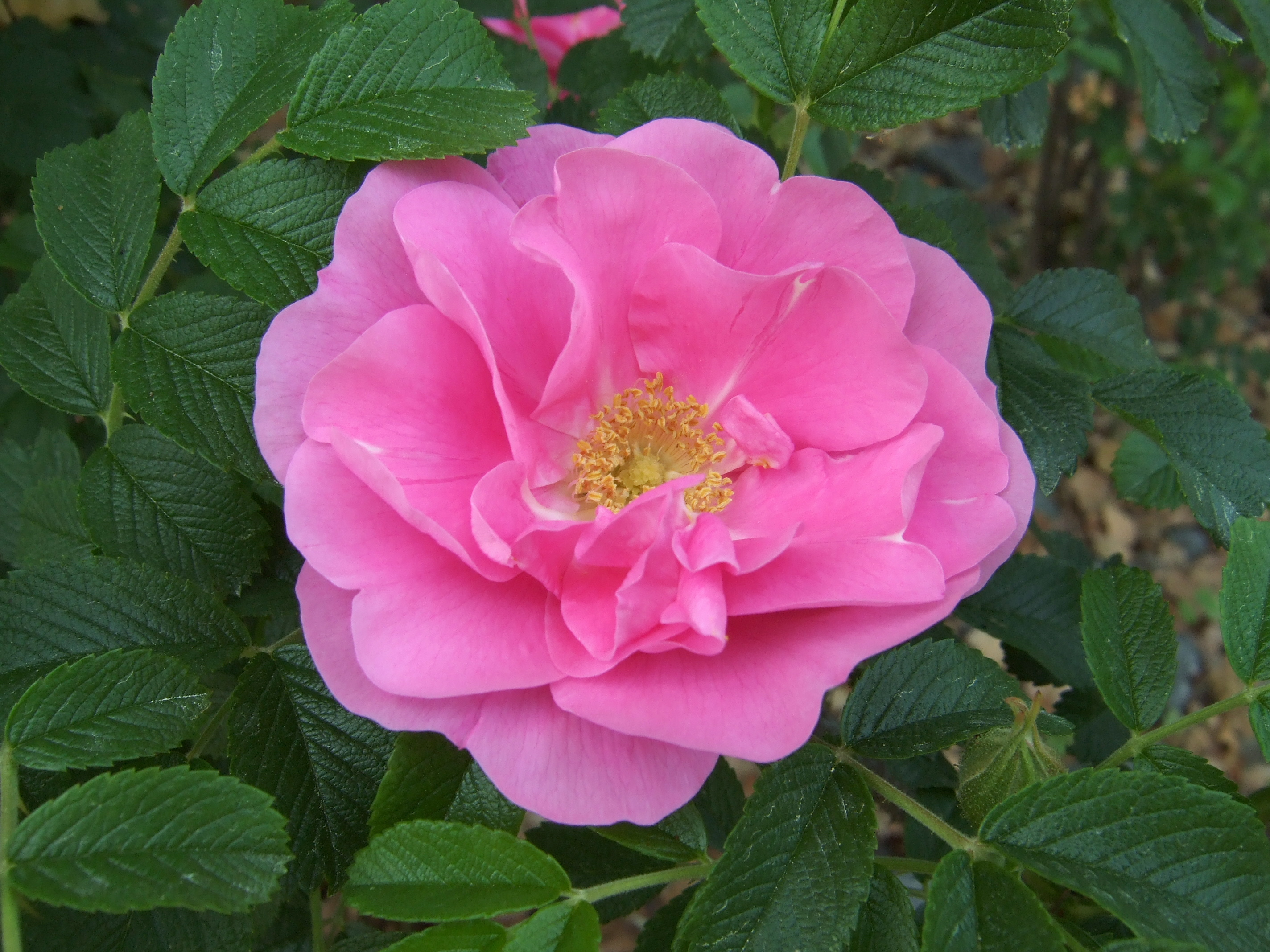
'Jens Munk'